# Фейдж, Джон Доннелли
Джон Доннелли Фейдж (англ. John Donnelly Fage, 3 июня 1921, Теддингтон, Мидлсекс, Англия — 6 августа 2002, Махинллет, Уэльс) — британский историк-африканист и писатель. Признанный авторитет в области истории Африки.

## Биография
Родился 3 июня 1921 года в Теддингтоне, пригороде Лондона в семье аэрокосмического инженера. Учился в школе школе Тонбридж в Тонбридже, с 1939 года в университетском колледже Магдалины Кембриджского университета. После начала Второй мировой войны, в 1942 году поступил в Королевские военно-воздушные силы Великобритании, служил в Британском Цейлоне, Восточной Африке и Индийском океане.
После окончания войны продолжил обучение в университетском колледже Магдалины, где в 1949 году получил докторскую степень за работу «Достижение самоуправления в Южной Родезии» (The achievement of self-government in southern Rhodesia, 1898–1923) и познакомился с африканистом Рональдом Оливером. После получения степени, в 1949—1959 гг. жил около 10 лет в Западной Африке, был профессором истории в университетском колледже Золотого Берега Лондонского университета в Аккре, основанном комиссией Асквита в 1948 году. 
Британским правительством были сформированы несколько комиссий, которые должны были оценить потребность в высшем образовании в британских африканских колониях. Комиссия Асквита 1945 года была последней среди восьми известных комиссий и советов, созданных в колониальный период (Комиссия Мэддена 1841 года, Комиссия Чэннона 1943 года и другие). Комиссия Асквита должна была выработать общую линию колониальной политики в области высшего образования. В 1948 году комиссия Асквита основала университетский колледж в Аккре, ныне — Университет Ганы.
В 1955 году Джон Фейдж опубликовал «Введение в историю Западной Африки» (An introduction to the history of West Africa). В 1957 году, после получения Ганой независимости от Великобритании Джон Фейдж стал проректором колледжа. В 1958 году Джон Фейдж опубликовал «Атлас африканской истории» (An atlas of African history) (второе издание — 1978), в 1959 году — «Гана — историческая интерпретация» (Ghana: a historical interpretation).
В 1959 году Джон Фейдж вернулся в Великобританию и возглавил (1959—1963) Школу восточных и африканских исследований Лондонского университета (SOAS). Здесь он вновь встретился с Роналдом Оливером, с которым познакомился в колледже. Вместе с Роналдом Оливером основал в 1960 году The Journal of African History, орган Школы восточных и африканских исследований, первый журнал, полностью посвящённый истории Африки. Оливер и Фейдж являлись первыми главными редакторами этого журнала в 1960-х — начале 1970-х годов. Участвовал вместе с Роналдом Оливером в XXV Международном конгрессе востоковедов, состоявшемся в Москве с 9 по 14 августа 1960 года. Написал вместе с Роналдом Оливером «Краткую историю Африки», опубликованную большим тиражом в 1962 году. Согласно российскому африканисту Аполлону Давидсону авторы стремились, «чтобы она была краткой, ясной, понятной широкому кругу читателей и давала основные сведения об истории Африки. Одним словом, это должен быть вводный компактный курс и в университетах, и в школах и для всех, кого интересует история Африки». Книга переведена на португальский язык.
Джон Фейдж был одним из основателей, почётным секретарём, а затем президентом основанной в 1963 году Ассоциации африканских исследований Соединённого Королевства (ASAUK), первая конференция которой состоялась в 1964 году. В 1963—1984 гг. преподавал в Бирмингемском университете, где основал Центр западноафриканских исследований (CWAS), директором которого был вплоть до 1984 года. С 1975 по 1978 года он был деканом факультета искусств Бирмингемского университета. В 1979–1984 гг. был проректором Бирмингемского университета.
В 1970 году вместе с Рональдом Оливером опубликовал Papers in African prehistory. В 1978 году Джон Фейдж опубликовал «Историю Африки» (A history of Africa) (второе издание 1988, третье — 1995, четвёртое — 2013). На протяжении всего периода издания «The Cambridge history of Africa» Рональд Оливер и Джон Фейдж были главами его редакционной коллегии, Фейдж был редактором одного из томов (The Cambridge history of Africa. Volume II, from c. 500 B.C. to A.D. 1080).
Был членом Международного научного комитета ЮНЕСКО, издававшего «Всеобщую историю Африки» (General History of Africa) в восьми томах в период с 1964 по 1999 год, а также председателем и членом нескольких других ученых советов и ассоциаций.
В 1984 году Фейдж вышел на пенсию и жил с женой Джин в Уэльсе. Умер 6 августа 2002 года в возрасте 81 год.